# Song (huyện)
Song (tiếng Thái: สอง) huyện (amphoe) cực bắc thuộc tỉnh Phrae, phía bắc Thái Lan.

## Địa lý
Các huyện giáp ranh (từ phía đông nam theo chiều kim đồng hồ): Rong Kwang, Nong Muang Khai, Long thuộc tỉnh Phrae, Mae Mo, Ngao thuộc tỉnhLampang, Dok Khamtai, Chiang Muan thuộc tỉnh Phayao, Ban Luang và Wiang Sa thuộc tỉnh Nan.
Vườn quốc gia Mae Yom nằm ở huyện Song.

## Lịch sử
Ban đầu có tên là Mueang Song, năm 1917 huyện đã được đổi tên thành Ban Klang theo tên của tambon trung tâm. Tên gọi đã được đổi lại như tên gốc Song Năm 1939, chỉ bỏ từ Mueang vốn dành cho các huyện thủ phủ của tỉnh.

## Hành chính
Huyện này được chia thành 8 phó huyện (tambon), các đơn vị này lại được chia ra thành 84 làng (muban). Song là một thị trấn (thesaban tambon) và nằm trên một số khu vực của tambon Ban Nun and Ban Klang. Có 8 Tổ chức hành chính tambon.
| STT | Tên           | Tên tiếng Thái | Số làng | Dân số |  |
| --- | ------------- | -------------- | ------- | ------ |  |
| 1.  | Ban Nun       | บ้านหนุน         | 11      | 9.160  |  |
| 2.  | Ban Klang     | บ้านกลาง        | 12      | 8.392  |  |
| 3.  | Huai Mai      | ห้วยหม้าย        | 17      | 8.769  |  |
| 4.  | Tao Pun       | เตาปูน          | 12      | 8.418  |  |
| 5.  | Hua Mueang    | หัวเมือง         | 13      | 6.828  |  |
| 6.  | Sa-iap        | สะเอียบ         | 9       | 5.671  |  |
| 7.  | Daen Chumphon | แดนชุมพล        | 4       | 2.685  |  |
| 8.  | Thung Nao     | ทุ่งน้าว          | 5       | 3.764  |  |